# Саманта Стосур
Саманта Стосур (енгл. Samantha Stosur, IPA: , Бризбејн, 30. март 1984) је аустралијска тенисерка. Највећи успеси у појединачној конкуренцији, у којој јој је највиша позиција на ВТА листи 4. место, јесу освојено Отворено првенство САД 2011. и финале Отвореног првенства Француске 2010, док је у конкуренцији парова, заједно са Лисом Рејмонд, достигла прво место на ВТА листи и освојила два гренд слем турнира. Од 2003. године игра за Фед куп репрезентацију Аустралије, за коју је такође наступала на Летњим олимпијским играма 2004. и 2008. Од 21. јуна 2009, Стосурова заузима 86. место на ВТА листи у појединачној и 397. место у конкуренцији парова.

## Приватни живот
Самантс Стосур рођена је 30. марта 1984. у Бризбејну, Квинсленд, као кћерка Дајане и Тонија Стосура. Има два брата, Данијела и Доминика. Када је Стосурова имала шест година, кућа њене породице у Гоулд Коасту је уништена током олује, па се њена породица преселила у Аделејд. Тенис је почела да игра са осам година, тренирајући у локалном тениском клубу заједно са братом Данијелом. Узор јој је била Штефи Граф.
Сексуална оријентација Стосурове је ствар нагађања. Многи тврде да је хомосексуалне оријентације, попут своје садашње партнерке у игри парова Рене Стабс и свог бившег тренера, некадашње тенисерке Ђиђи Фернандез. Стосурова је велики обожавалац филмова Хјуа Гранта, као што су Нотинг Хил и У ствари љубав. У слободно време воли да сурфује и игра судоку.

## Пласмани

### Тренутни пласман (21. јун 2010)
| Листа   | ВТА појединачна листа | Трка за ВТА првенство | ВТА листа у паровима |
| Пласман | 6                     | 1                     | 8                    |

### Пласман на ВТА листи на крају сезоне
| Година  | 2000 | 2001 | 2002 | 2003 | 2004 | 2005 | 2006 | 2007 | 2008 | 2009 |   |
| Пласман | 628  | 271  | 265  | 153  | 65   | 46   | 29   | 47   | 52   | 13   | 6 |

## Награде
- 2005 — Награда ВТА за најбољи пар године (са Лисом Рејмонд)
- 2005 — Награда ИТФ за шампионе године у пару (са Лисом Рејмонд)
- 2006 — Награда ВТА за најбољи пар године (са Лисом Рејмонд)
- 2006 — Награда ИТФ за шампионе године у пару (са Лисом Рејмонд)

## Статистике

### Гренд слем финала у паровима (6)
| Исход  | Година | Турнир                        | Подлога | Партнерка    | Противнице у финалу              | Резултат         |
| Победа | 2005   | Отворено првенство САД        | Тврда   | Лиса Рејмонд | Јелена Дементјева Флавија Пенета | 6–2, 5–7, 6–3    |
| Пораз  | 2006   | Отворено првенство Аустралије | Тврда   | Лиса Рејмонд | Ци Јан Ђе Џенг                   | 6–2, 6(7)–7, 3–6 |
| Победа | 2006   | Отворено првенство Француске  | Шљака   | Лиса Рејмонд | Данијела Хантухова Ај Сугијама   | 6–3, 6–3         |
| Пораз  | 2008   | Вимблдон                      | Тврда   | Лиса Рејмонд | Серена Вилијамс Винус Вилијамс   | 2–6, 2–6         |
| Пораз  | 2008   | Отворено првенство САД        | Тврда   | Лиса Рејмонд | Кара Блек Лизел Хубер            | 3–6, 6–7(6)      |
| Пораз  | 2009   | Вимблдон                      | Трава   | Рене Стабс   | Серена Вилијамс Винус Вилијамс   | 6–7(4), 4–6      |

### Гренд слем финала у мешовитим паровима (2)
| Исход  | Година | Турнир                        | Подлога | Партнер      | Противници у финалу            | Резултат         |
| Победа | 2005   | Отворено првенство Аустралије | Тврда   | Скот Дрејпер | Лизел Хубер Кевин Улијет       | 6–2, 2–6, 7–6(6) |
| Победа | 2008   | Вимблдон                      | Тврда   | Боб Брајан   | Катарина Среботник Мајк Брајан | 7–5, 6–4         |

### ВТА појединачна финала (9)
| Исход  | #  | Датум               | Турнир                | Локација    | Подлога | Противница у финалу | Резултат        |
| Пораз  | 1. | 8. јануар 2005.     | Гоулд Коуст опен      | Бризбејн    | Тврда   | Пати Шнидер         | 6–1, 3–6, 5–7   |
| Пораз  | 2. | 15. јануар 2005.    | Медибанк интернашонал | Сиднеј      | Тврда   | Алиша Молик         | 7–6(5) 4–6, 5–7 |
| Пораз  | 3. | 4. мај 2006.        | Праг опен             | Праг        | Шљака   | Шахар Пер           | 6–4, 2–6, 1–6   |
| Пораз  | 4. | 28. септембар 2008. | Кореја опен           | Сеул        | Тврда   | Марија Кириленко    | 6–2, 2–6, 4–6   |
| Пораз  | 5. | 9. август 2009.     | Лос Анђелес опен      | Лос Анђелес | Тврда   | Флавија Пенета      | 4–6, 3–6        |
| Победа | 1. | 18. октобар 2009.   | ХП опен               | Осака       | Тврда   | Франческа Скјавоне  | 7–5, 6–1        |
| Победа | 2. | 18. април 2010.     | Куп породичног круга  | Чарлстон    | Шљака   | Вера Звонарјова     | 6–0, 6–3        |
| Пораз  | 7. | 5. јун 2010.        | Ролан Гарос           | Париз       | Шљака   | Франческа Скјавоне  | 6–4, 7–6(2)     |

### ВТА финала у паровима (34)
| Исход  | #   | Датум          | Турнир                | Локација       | Подлога | Партнерка      | Противнице у финалу                  | Резултат         |
| Пораз  | 1.  | 07–11–04       | Бел челинџ            | Квебек         | Тврда   | Ел Каљен       | Карли Галиксон Марија Елена Салерни  | 5–7, 5–7         |
| Победа | 1.  | 15–01–05       | Медибанк интернашонал | Сиднеј         | Тврда   | Брајен Стјуарт | Јелена Дементјева Ај Сугијама        | предат меч       |
| Победа | 2.  | 10–04–05       | Амелија Ајланд опен   | Амелија Ајланд | Шљака   | Брајен Стјуарт | Квјета Пешке Пати Шнидер             | 6–4, 6–2         |
| Победа | 3.  | 27–08–05       | Пајлот пен тенис      | Њухејвен       | Тврда   | Лиса Рејмонд   | Жисела Дулко Марија Кириленко        | 6–2, 6–7, 6–1    |
| Победа | 4.  | 10–09–05       | Америка опен          | Њујорк         | Тврда   | Лиса Рејмонд   | Јелена Дементјева Флавија Пенета     | 6–2, 5–7, 6–3    |
| Победа | 5.  | 02–10–05       | Фортис шампионат      | Луксембург     | Тврда   | Лиса Рејмонд   | Кара Блек Рене Стабс                 | 7–5, 6–1         |
| Победа | 6.  | 16–10–05       | Куп Кремља            | Москва         | Тепих   | Лиса Рејмонд   | Кара Блек Рене Стабс                 | 6–2, 6–4         |
| Пораз  | 2.  | 06–11–05       | Филаделфија опен      | Филаделфија    | Тврда   | Лиса Рејмонд   | Кара Блек Рене Стабс                 | 4–6, 6(4)–7      |
| Победа | 7.  | 13–11–05       | ВТА првенство         | Лос Анђелес    | Тврда   | Лиса Рејмонд   | Кара Блек Рене Стабс                 | 6(5)–7, 7–5, 6–4 |
| Пораз  | 3.  | 27–01–06       | Аустралија опен       | Мелбурн        | Тврда   | Лиса Рејмонд   | Ци Јан Ђе Џенг                       | 6–2, 6(7)–7, 3–6 |
| Победа | 8.  | 05–02–06       | Пан пасифик опен      | Токио          | Тепих   | Лиса Рејмонд   | Кара Блек Рене Стабс                 | 6–2, 6–1         |
| Победа | 9.  | 25–02–06       | Селулар саут куп      | Мемфис         | Тврда   | Лиса Рејмонд   | Викторија Азаренка Каролина Возњацки | 7–6(2), 6–3      |
| Победа | 10. | 18–03–06       | Пасифик лајф опен     | Индијан Велс   | Тврда   | Лиса Рејмонд   | Вирхинија Руано Меган Шонеси         | 6–2, 7–5         |
| Победа | 11. | 01–04–06       | Мајами опен           | Мајами         | Тврда   | Лиса Рејмонд   | Лизел Хубер Мартина Навратилова      | 6–4, 7–5         |
| Победа | 12. | 16–04–06       | Чарлстон опен         | Чарлстон       | Шљака   | Лиса Рејмонд   | Вирхинија Руано Меган Шонеси         | 3–6, 6–1, 6–1    |
| Победа | 13. | 10–06–06       | Ролан Гарос           | Париз          | Шљака   | Лиса Рејмонд   | Данијела Хантухова Ај Сугијама       | 6–3, 6–2         |
| Пораз  | 4.  | 26–08–06       | Пајлот пен тенис      | Њухејвен       | Тврда   | Лиса Рејмонд   | Ци Јан Ђе Џенг                       | 4–6, 2–6         |
| Победа | 14. | 08–10–06       | Велика награда Поршеа | Штутгарт       | Тврда   | Лиса Рејмонд   | Кара Блек Рене Стабс                 | 6–3, 6–4         |
| Победа | 15. | 29–10–06       | Линц опен             | Линц           | Тврда   | Лиса Рејмонд   | Корина Морарију Катарина Среботник   | 6–3, 6–0         |
| Победа | 16. | 05–11–06       | Хаселт куп            | Хаселт         | Тврда   | Лиса Рејмонд   | Елени Данилиду Јасмин Вер            | 6–2, 6–3         |
| Победа | 17. | 12–11–06       | ВТА првенство         | Мадрид         | Тврда   | Лиса Рејмонд   | Кара Блек Рене Стабс                 | 3–6, 6–3, 6–3    |
| Победа | 18. | 04–02–07       | Пан пасифик опен      | Токио          | Тврда   | Лиса Рејмонд   | Вања Кинг Рене Стабс                 | 7–6, 3–6, 7–5    |
| Победа | 19. | 17–03–07       | Пасифик лајф опен     | Индијан Велс   | Тврда   | Лиса Рејмонд   | Јунг-јан Чен Чиа-јунг Чуанг          | 6–3, 7–5         |
| Победа | 20. | 03–04–07       | Мајами опен           | Мајами         | Тврда   | Лиса Рејмонд   | Кара Блек Лизел Хубер                | 6–4, 3–6, [10-2] |
| Победа | 21. | 07–05–07       | Немачка опен          | Берлин         | Шљака   | Лиса Рејмонд   | Татјана Гарбин Роберта Винчи         | 6–3, 6–4         |
| Победа | 22. | 23–06–07       | АЕГОН интернашонал    | Истборн        | Трава   | Лиса Рејмонд   | Квјета Пешке Рене Стабс              | 6–7(5), 6–4, 6–3 |
| Пораз  | 5.  | 05–07–08       | Вимблдон              | Лондон         | Трава   | Лиса Рејмонд   | Серена Вилијамс Винус Вилијамс       | 2–6, 2–6         |
| Пораз  | 6.  | 07–09–08       | Америка опен          | Њујорк         | Тврда   | Лиса Рејмонд   | Кара Блек Лизел Хубер                | 3–6, 6(6)–7      |
| Пораз  | 7.  | 21–09–08       | Пан пасифик опен      | Токио          | Тврда   | Лиса Рејмонд   | Вања Кинг Нађа Петрова               | 1–6, 4–6         |
| Пораз  | 8.  | 20–06–09       | АЕГОН интернашонал    | Истборн        | Трава   | Рене Стабс     | Ај Сугијама Акгул Аманмурадова       | 4–6, 3–6         |
| Пораз  | 9.  | 04–07–09       | Вимблдон              | Лондон         | Трава   | Рене Стабс     | Серена Вилијамс Винус Вилијамс       | 6(4)–7, 4–6      |
| Пораз  | 10. | 23–08–09       | Роџерс куп            | Торонто        | Тврда   | Рене Стабс     | Нурија Љагостера Марија Х. Мартинез  | 6-2, 5-7, [9-11] |
| Пораз  | 11. | 20. март 2010. | Индијан Велс          | Индијан Велс   | Тврда   | Нађа Петрова   | Квјета Пешке Катарина Среботник      | 4–6, 6–2, [10–5] |
| Пораз  | 12. | 4. април 2010. | Мајами                | Мајами         | Тврда   | Нађа Петрова   | Жисела Дулко Флавија Пенета          | 6–3, 4–6, [10–7] |